# Chesapeake (Virgínia)
Chesapeake é uma cidade independente localizada no estado americano da Virgínia. Foi fundada em 1963.

## Geografia
De acordo com o United States Census Bureau, a cidade tem uma área de 908,7 km², onde 882,7 km² estão cobertos por terra e 26,1 km² por água.

## Demografia
Segundo o censo nacional de 2010, a sua população é de 222 209 habitantes e sua densidade populacional é de 251,75 hab/km². É a terceira cidade mais populosa da Virgínia. Possui 83 196 residências, que resulta em uma densidade de 94,26 residências/km².